# Грачевка (Ульяновська область)
Грачевка (рос. Грачевка) — присілок в Вешкаймському районі Ульяновської області Російської Федерації.
Населення становить 18 осіб. Входить до складу муніципального утворення Єрмоловське сільське поселення.

## Історія
Від 2004 року входить до складу муніципального утворення Єрмоловське сільське поселення.

## Населення
| 2010 |
| ---- |
| 18   |